# Saliou Ciss
Saliou Ciss, född 15 september 1989, är en senegalesisk fotbollsspelare. Han representerar även det senegalesiska landslaget.

## Landslagskarriär
Ciss debuterade för Senegals landslag den 14 november 2012 i en träningslandskamp mot Niger.